# Angela Marinescu
Angela Marinescu (de nom de naixement, Basaraba-Angela Marcovici) (Llaureu, 8 de juliol de 1941 - Bucarest, 3 de novembre de 2023) va ser una poeta romanesa.

## Biografia
El nom d'Angela Marinescu és un pseudònim, igual que Basaraba Matei. La poeta és filla de Marius Marcovici, un alt funcionari de la prefectura de Arad, i de Maria (nascuda Martiș), professora d'educació física i campiona nacional d'esquí i de natació. La mare de la poeta era d'origen csángós, mentre que el pare, Marius Marcovici, descendia de la família de Simion Marcovici, un important intel·lectual de Banat, amb qui Mihai Eminescu va passar un temps durant les seves peregrinacions. És també la mare del poeta i publicista Alexandru Matei.
Angela Marinescu va fer gimnàstica artística, natació i voleibol. La malaltia de la tuberculosi li va marcar la joventut, és a dir, entre els 15 i els 26 anys. Va decidir estudiar medicina i es graduà finalment a la Facultat de Psicologia de la Universitat de Bucarest (1972). Va començar a publicar poemes a la revista Tribuna de Cluj, el 1965, i el primer llibre que va publicar en una editorial és Blue Blood, que editat el 1969.

## Obra

#### Poesia
Ha publicat més de 15 volums de versos. Els més recents són:
- The Rooster Hidden in the Cut (1996)
- Postmodern Fugitives (2000)
- I Eat My Lyrics (2003)
- The Language of Disappearance (2006)
- Endearing Mocking Events (2006)
- Personal Problems (2009)[4]

#### Assaig
- El poble en el qual caminava rapat al meu cap (1996)
- Diari escrit en la tercera part del dia (2004)

- En la seva bibliografia, a més de poesia, també hi ha diverses antologies publicades al país o a l'estranger, en anglès, alemany, polonès.

És present amb poemes en:
- Streiflicht - Eine Auswahl zeitgenössischer rumänischer Lyrik (81 rumänische Autoren), - "Lumina piezișă", antologia bilingüe composta per 81 autors romanesos traduïts per Christian W. Schenk, Dionysos Verlag 1994, ISBN 3-9803871-1-9

## Premis
- Premi Nichita Stănescu (1990)
- Premi de la Unió d'Escriptors Romanesos (2000)
- Premi Nacional de Poesia Mihai Eminescu per l'Òpera Omnia (2006)
- Tíol de "Ciutadà d'Honor de Botoiani", atorgat per l'Ajuntament del municipi
- Premi Gheorghe Crăciun a l'Òpera Omnia (2015), atorgat per l'Observatori Cultural
- Orde Nacional Per Mèrit (2000) "per assoliments artístics destacats i per a la promoció de la cultura, el Dia Nacional de Romania[5]